# Martí (Cuba)
Martí es un municipio de Cuba y uno de los catorce municipios en la provincia de Matanzas.

## Localización
Se encuentra al extremo noreste de la provincia. Limita por el oeste con el municipio de Cárdenas y al sur con los términos municipales de Colón y Perico; al este con la Provincia de Villa Clara; al norte le baña la Bahía de Santa Clara.

## Topografía
Está localizada en la costa central norte de Cuba y abundan las lagunas y humedales en los alrededores. Las tierras son llanas y en la costa norte cenagosas. Algunas lagunas, como las del Inglés, Bibanasí y Majagüillar, ya casi completamente desecadas en 1940. Corren por su territorio los ríos La Palma, Júcaro y San Manuel y los arroyos El Estrio, Vista Hermosa y otros.

## Historia
Fue fundado con el nombre de Hato Nuevo en 1835 en la hacienda Bibanosí, aunque algunos historiadores estiman que sus inicios fueron alrededor de 1770. En 1843 el gobierno estableció un corte de maderas para la real armada, construyéndose junto a este pueblo 40 casas, un hospital y otras dependencias para oficinas de la marina. En 1879 se creó la capitanía pedánea y ayuntamiento, segregándose su territorio del de Roque y formando el de Guamutas. El 24 de diciembre de 1898 el ayuntamiento acordó sustituir el nombre del municipio y el del pueblo de Hato Nuevo por el del Apóstol Martí. El censo de 1846 registró 166 personas, pero en 1940 contaba ya con 5,333 habitantes.

## Hermanamiento
- Isla Mujeres, Estado de Quintana Roo (1998)[2][3]